# Máj

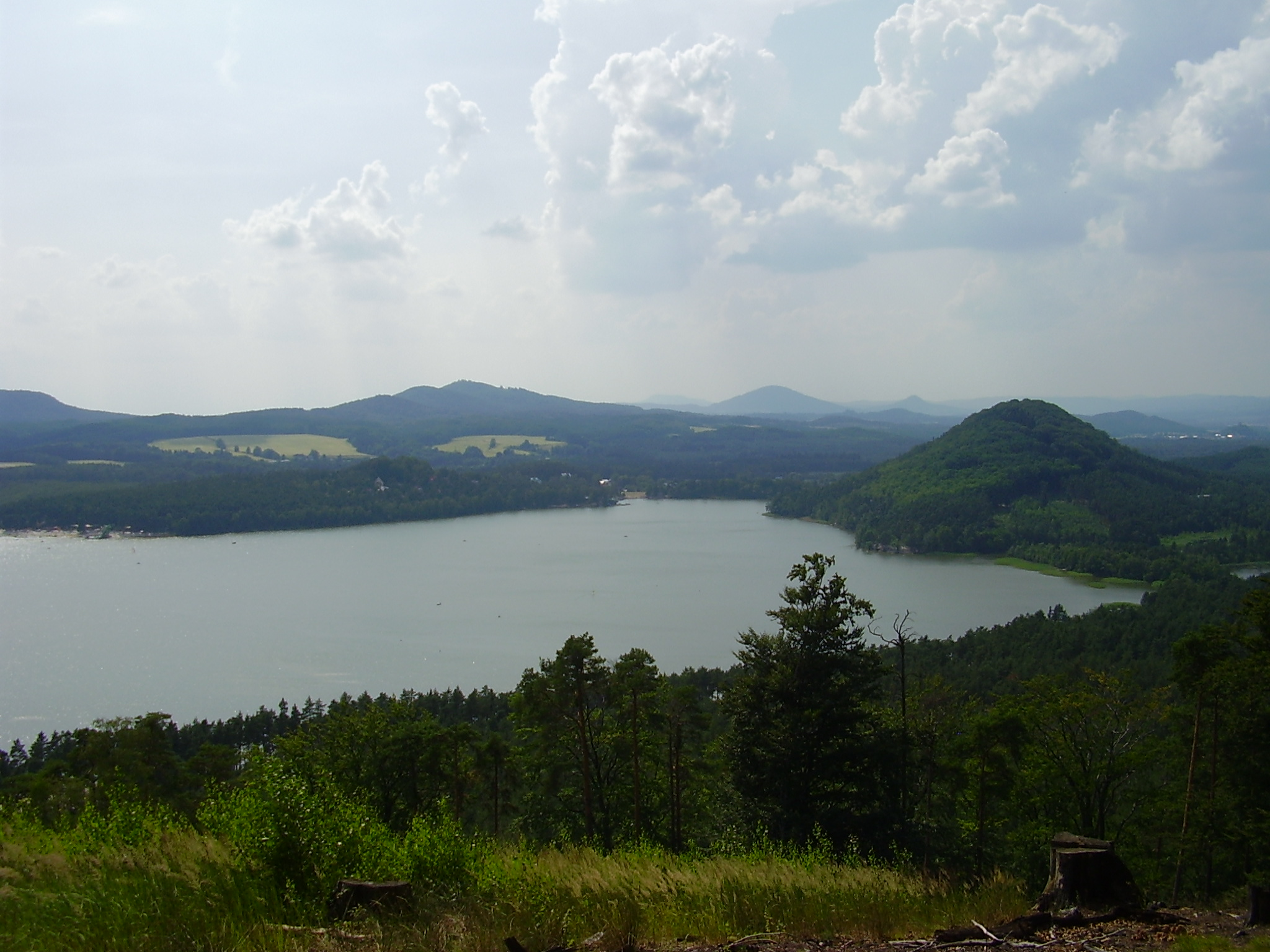
Der Mácha-See wurde von Mácha oft besucht und beschrieben. Er wird daher mit dem See im Máj gleichgesetzt.

Máj, deutsch Mai, ist ein 1836 erschienenes romantisches Epos von Karel Hynek Mácha. Es gilt als eines der herausragendsten Werke der tschechischen Literatur und als Fundament der modernen tschechischen Dichtung.

## Inhalt
Karel Hynek Mácha selbst betonte in seiner handschriftlichen Deutung des Mai, dass es ihm gar nicht so sehr um den Inhalt ging. Der „Hauptzweck“ des Gedichts liege vielmehr darin, „die Schönheit der Natur des Mai zu feiern; zum […] Erreichen dieses Zwecks ist die Maienzeit in der Natur verschiedenen Zeiten des menschlichen Lebens gegenübergestellt“. Diese verschiedenen Zeiten sind Kindheit, Jugend, Tod. Mácha kontrastiert die verliebte abendliche oder nächtliche Mailandschaft mit dem menschlichen Liebesleid, mit der Angst vor dem Tod und der Sehnsucht nach der Kindheit. Geradezu prototypisch romantisch ist Máchas Betonung des Irdischen. Nach dem Tod gebe es nur das „Nichts“, das Glück ist nur auf der Erde zu finden, die als „Mutter“ aller Menschen bezeichnet wird.
Inhalt gibt es nur so viel, wie unbedingt nötig, um die Bilder wirken zu lassen: Jarmila (Jarmilla) erwartet am Abend des ersten Mai ihren Geliebten Vilém (Wilhelm) an einem See. An seiner statt erscheint ein Bekannter, der ihr die bevorstehende Hinrichtung ihres Geliebten meldet. Er gibt Jarmila die Schuld dafür und verflucht sie. Auf der anderen Seite des Sees sitzt der Räuberhauptmann Vilém eingekerkert in einem Turm. Es herrscht tiefe Nacht. Er hat seinen Nebenbuhler erschlagen, und somit unwissentlich seinen eigenen Vater ermordet, der ihn als Kind vertrieben hatte. Er beklagt sein unglückliches Schicksal und erwartet den Tod, vertraut sich dem Wächter an, den das Leid des jungen Mannes erschüttert. Währenddessen meldet sich die Natur zu Wort und bereitet das Begräbnis vor. Am nächsten Morgen wird Vilém zur Richtstatt geführt. Die Natur umrahmt die Szene in ihrer vollen Schönheit. Der Verurteilte verabschiedet sich von der Erde, erinnert sich an die für immer verlorene Kindheit und bittet die Wolken, auch Jarmila zu grüßen, wobei es ihm bei den letzten Worten die Sprache verschlägt. Er wird enthauptet, sein Kopf auf einen Pfahl gesteckt und der Körper in ein Rad geflochten. Am Abend betrauern die Räuber ihren toten Hauptmann. Sieben Jahre später kommt der Erzähler selbst im tiefen Winter an den Ort des Geschehens und sieht Viléms Gebeine. Im Gasthaus erfährt er die Geschichte. An einem ersten Mai kehrt er nach weiteren vielen Jahren zurück und bezeichnet „dies Gedicht“ als seine eigene „Jugendzeit“.

## Aufbau und Vers
Das Gedicht Máj umfasst 824 Verse. Es gliedert sich in vier Canti und zwei Intermezzi. Das zweite Intermezzo (die Totenklage der Räuber) ist in reinen, vierhebigen Trochäen gehalten. Ansonsten wechselt Mácha passagenweise zwischen vierhebigen, fünfhebigen und sechshebigen Jamben, wobei letztere die Mittelzäsur des Alexandriners aufweisen. Die jambischen Versmaße fasst Mácha einerseits frei auf und variiert sie auf unterschiedliche Weise zu Daktylen. Andererseits folgt er in einigen Passagen durchgehend demselben, auf besondere Weise adaptierten Schema. Somit ist das Gedicht rhythmisch sehr abwechslungsreich, der Rhythmus dient der Betonung der jeweiligen poetischen Bilder. Abwechslungsreich sind auch die unterschiedlichen Reimschemata.
Der Jambus war in der tschechischen Dichtung der Barockzeit durchaus üblich gewesen. Bis zum Anfang des 19. Jahrhunderts hatte sich aber der Trochäus durchgesetzt. Máchas Máj führte den Jambus wieder in die tschechische Dichtung ein.

## Rezeption
Mácha veröffentlichte das Gedicht Máj im Selbstverlag. Die zeitgenössische tschechische Kritik lehnte das Werk als „nihilistisch“ und „nicht patriotisch“ ab. Josef Kajetán Tyl würdigte Máchas Sprachstil, kritisierte aber, dass das Werk keinen nationalen Anspruch habe. Die deutschsprachigen Rezensionen, zeigten sich hingegen begeistert (damals war es üblich, dass tschechische Werke noch vor der Übersetzung auch auf Deutsch rezensiert wurden!). Die ersten Übersetzungen ins Deutsche folgten bald. Die Verse 1–36 übersetzte Petar Preradović spätestens 1837 ins Deutsche. Das erste Intermezzo erschien auf Deutsch sogar schon 1836. Die erste vollständige deutsche Übersetzung besorgte Siegfried Kapper im Jahr 1843.
Ein regelrechter Mácha-Kult entbrannte in der tschechischen Gesellschaft am Anfang der 1850er Jahre, nachdem Karel Sabina 1845 die erste Gesamtausgabe Máchas herausgebracht hatte. Die Literaturgruppe der Májovci trug den Werkstitel im Namen. Die Májovci ignorierten aber weitestgehend Máchas poetische Neuerungen. Die Bildersprache des Máj eigneten sich erst die Symbolisten an, allen voran Otokar Březina und Karel Hlaváček. Die tschechischen Poetisten und Surrealisten, insbesondere Vítězslav Nezval, erhoben Máchas Máj aufgrund seiner „alogischen“ und assoziativen Bildersprache sowie aufgrund seiner ausgeprägten Lautmalerei zum Vorbild für die moderne Dichtung.
Máchas Máj ist in Tschechien bis heute Schullektüre und wird passagenweise auswendig gelernt. Am ersten Mai treffen sich Liebespärchen unter Máchas Statue auf dem Petřín und rezitieren aus dem Gedicht.
Ein solcher Einfluss des Gedichts Máj blieb auf internationaler Ebene aus. Im deutschsprachigen Raum war nach den Übersetzungen von Alfred Waldau (1862) und Karl Müller (1882) diejenige von Eduard Neumann (1933) vorläufig die letzte, die breit rezipiert wurde, bevor der Nationalsozialismus dem deutsch-tschechischen Austausch ein vorläufiges Ende bereitete. 1983 erschienen die Übersetzungen von Otto F. Babler und Walter Schamschula in einem gemeinsamen Band. Doch erst die überarbeitete Neuauflage der Übersetzung von Ondřej Cikán (2020) erreichte wieder eine breitere Öffentlichkeit und wurde auch vom Feuilleton rezensiert.
Karel Hynek Máchas Mai ist auf jeden Fall das meistübersetzte Werk der tschechischen Literatur und erfuhr Übertragungen ins Bengalische, Bulgarische, Chinesische, Englische, Esperanto, Französische, Italienische, Japanische, Kroatische, Makedonische, Polnische, Rumänische, Russische, Schwedische, Slowakische, Slowenische, Sorbische, Spanische, Ukrainische, Ungarische und Belarussische.

## Ausgaben

### Textkritische Ausgaben auf Tschechisch
- Karel Hynek Mácha: Spisy (Band I), hg. von Karel Janský, Prag 1959.
- Karel Hynek Mácha: Máj, hg. von Michal Charypar u. a., Prag 2019, ISBN 978-80-7470-222-8

### Kommentierte tschechisch-deutsche Ausgaben
- Karel Hynek Mácha: Mai / Máj, in zwei Übersetzungen von Otto F. Babler und Walter Schamschula, Köln und Wien 1983.
- Karel Hynek Mácha: Mai / Máj, übers. von Ondřej Cikán, Wien und Prag 2020, ISBN 978-3-903124-09-7